# Agrotis innominata
Agrotis innominata är en fjärilsart som beskrevs av Hudson 1898. Agrotis innominata ingår i släktet Agrotis och familjen nattflyn. Inga underarter finns listade i Catalogue of Life.

## Bildgalleri

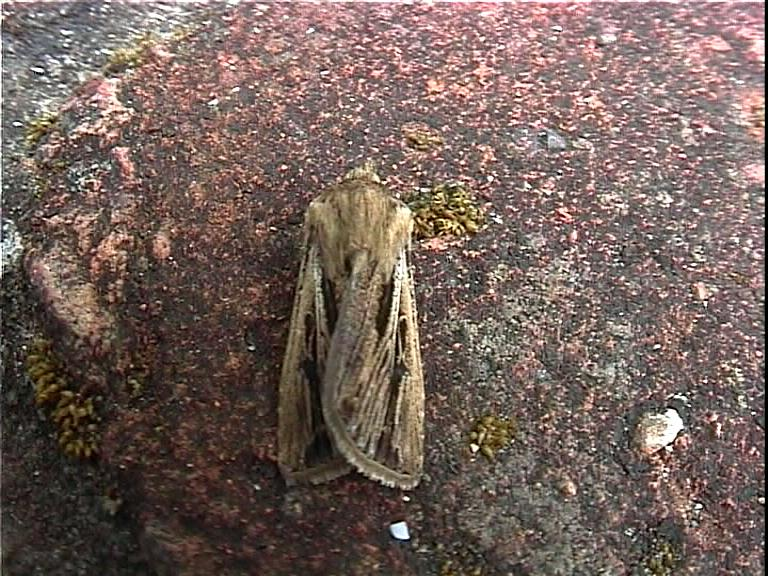